# Norra Vallsjön, Småland
Norra Vallsjön är en sjö i Gislaveds kommun och Gnosjö kommun i Småland och ingår i Nissans huvudavrinningsområde. Sjön är 22,4 meter djup, har en yta på 2,65 kvadratkilometer och befinner sig 229,1 meter över havet. Sjön avvattnas av vattendraget Valån. Vid provfiske har bland annat abborre, braxen, gädda och mört fångats i sjön.

## Delavrinningsområde
Norra Vallsjön ingår i det delavrinningsområde (637540-137791) som SMHI kallar för Utloppet av Norra Vallsjön. Medelhöjden är 248 meter över havet och ytan är 17,4 kvadratkilometer. Det finns ett delavrinningsområde uppströms, och räknas det in blir den ackumulerade arean 30,9 kvadratkilometer. Valån som avvattnar avrinningsområdet har biflödesordning 2, vilket innebär att vattnet flödar genom totalt 2 vattendrag innan det når havet efter 152 kilometer. Delavrinningsområdet består mestadels av skog (69 procent). Avrinningsområdet har 3,22 kvadratkilometer vattenytor vilket ger det en sjöprocent på 18,5 procent.

## Fisk
Vid provfiske har följande fisk fångats i sjön:
- Abborre
- Braxen
- Gädda
- Mört
- Sik
- Siklöja